# Liste d'amphithéâtres romains en Tunisie
Cet article recense les amphithéâtres romains en Tunisie.
Sous la Rome antique, la Tunisie et la Libye font partie de l'Afrique proconsulaire, province dont la prospérité économique permet la construction et l'exploitation de nombreux monuments publics : en 1969, on dénombre sur ce territoire 21 vestiges d'amphithéâtres localisés sur le terrain, et dix autres sont connus par des inscriptions.

## Liste
| Édifice                        | Lieu     | Notes | Coordonnées                  | Illustration |
| ------------------------------ | -------- | --- | ---------------------------- | ------------ |
| Amphithéâtre de Carthage,      | Carthage | Dimensions externes : 156 × 128 m Arène : 65 × 37 × 2,5 m Capacité estimée : 30 000 places | 36° 51′ 22″ N, 10° 18′ 54″ E |              |
| Amphithéâtre de Simitthu       | Chemtou  | Signalé au XIXe siècle par des voyageurs, non fouillé, il n'en subsiste que des traces en 1969 | 36° 29′ 26″ N, 8° 34′ 50″ E  |              |
| Amphithéâtre d'Acholla         | Boutria  | | 35° 04′ 34″ N, 11° 01′ 08″ E |              |
| Amphithéâtre de Thysdrus,      | El Jem   | Dimensions externes : 148 × 122 m Arène : 65 × 39 m Capacité estimée : 27 000 places | 35° 17′ 48″ N, 10° 42′ 24″ E |              |
| Amphithéâtre de Bulla Regia    | Jendouba | | 36° 33′ 36″ N, 8° 45′ 29″ E  |              |
| Amphithéâtre de Leptis Minor   | Lamta    | | 35° 40′ 41″ N, 10° 51′ 59″ E |              |
| Amphithéâtre de Sicca Veneria  | Le Kef   | Identifiés comme un amphithéâtre par Henri Saladin à la fin du XIXe siècle, les vestiges ont servi de matériaux de construction et sont non visibles, car à l'intérieur de l'enceinte d'un palais présidentiel |                              |              |
| Amphithéâtre de Mactaris       | Makthar  | | 35° 51′ 20″ N, 9° 12′ 23″ E  |              |
| Amphithéâtre de Thapsus        | Monastir | Totalement ruiné et recouvert par des cultures | 35° 37′ 08″ N, 11° 02′ 31″ E |              |
| Amphithéâtre d'Uthina          | Oudna    | | 36° 36′ 31″ N, 10° 10′ 09″ E |              |
| Amphithéâtre de Pupput         | Hammamet | Repérés à la fin du XIXe siècle, les vestiges de l'amphithéâtre ont disparu sous l'urbanisation moderne |                              |              |
| Amphithéâtre de Sufetula       | Sbeïtla  | Totalement ruiné | 35° 14′ 37″ N, 9° 06′ 53″ E  |              |
| Amphithéâtre d'Agbia           | Siliana  | | 36° 23′ 28″ N, 9° 13′ 52″ E  |              |
| Amphithéâtre d'Hadrumetum,     | Sousse   | | 35° 49′ 33″ N, 10° 38′ 24″ E |              |
| Amphithéâtre de Thuburbo Minus | Tebourba | |                              |              |
| Amphithéâtre de Thibari        | Thibar   | | 36° 30′ 18″ N, 9° 04′ 55″ E  |              |
| Amphithéâtre d'Utica           | Utique   | Creusé dans une colline, complètement ruiné | 37° 03′ 07″ N, 10° 03′ 25″ E |              |
| Amphithéâtre de Thuburbo Majus | Zaghouan | | 36° 23′ 55″ N, 9° 54′ 21″ E  |              |